# Maestro runico

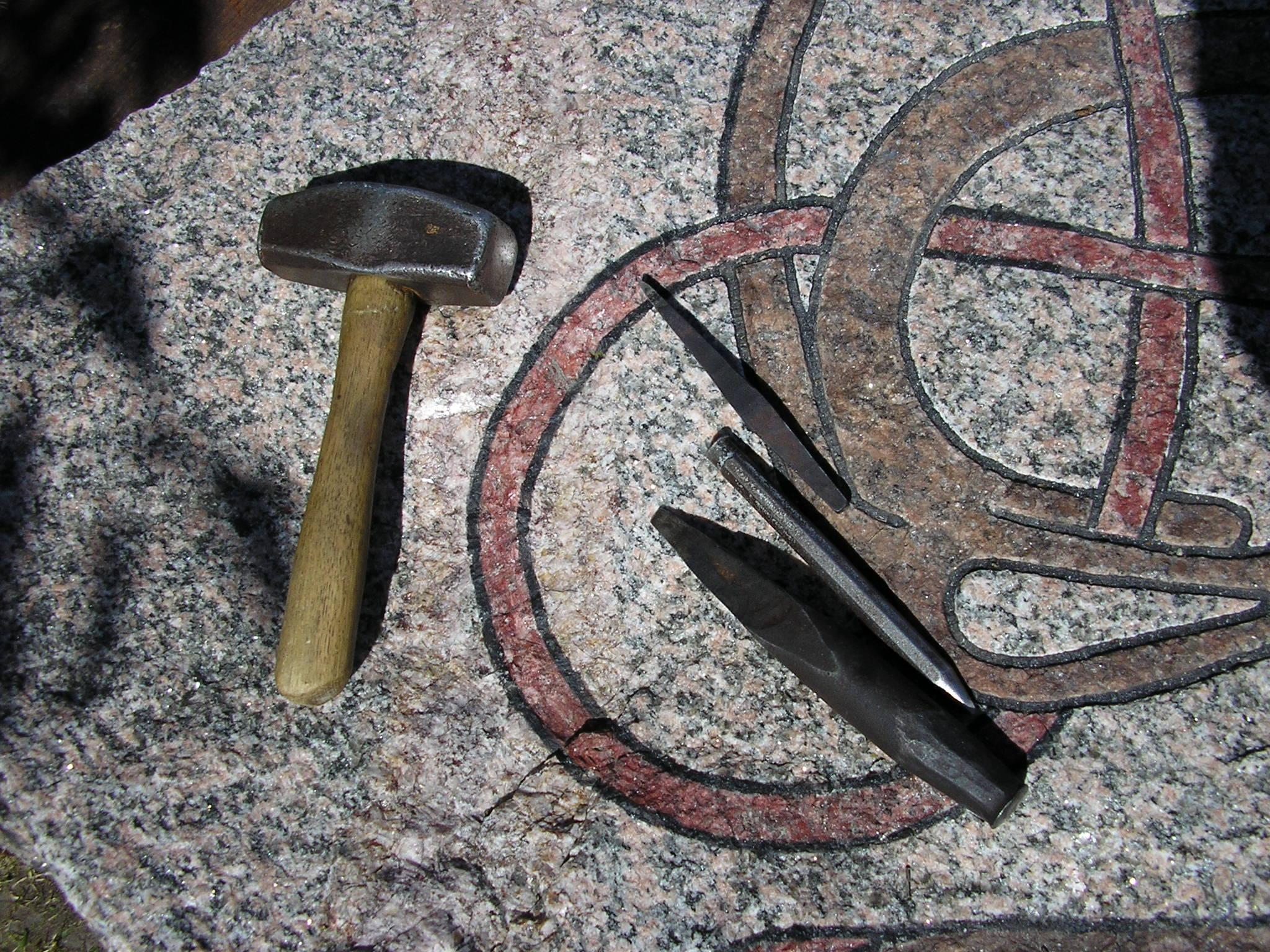
Una pietra runica fatta dal maestro moderno Kalle Dahlberg

Un maestro runico è quell'artigiano che costruisce pietre runiche. 

## Periodo
La massima parte delle pietre runiche furono scolpite tra il VIII e il XI secolo, periodo in cui si utilizzava il Fuþark recente. Analogamente, alcune pietre ed artefatti tra il II e il VI secolo in Fuþark antico riportavano il termine Erilaz, che in epoca moderna fu interpretato come colui che pratica la magia runica o come maestro runico.
Tuttavia, come riporta lo storico e linguista Bernard Mees, Erilaz probabilmente deriva dal proto-germanico *erǭ ("combattere") ed è una variante apofonica dell'anglosassone eorl (earl, "conte"), inoltre è linguisticamente collegata al nome della tribù degli Eruli. Pertanto, Erilaz è probabilmente un antico termine germanico per indicare la carica militare di jarl quale committente della iscrizione runica, non il maestro runico che la ha eseguita.

## Funzione
Probabilmente nell'Alto medioevo la maggior parte degli scandinavi sapeva leggere le rune e scriveva messaggi su pezzi di legno o di osso. Tuttavia, era difficile costruire pietre runiche perché per padroneggiare la tecnica bisognava essere scalpellini. Nell'XI secolo, quando la maggior parte delle pietre runiche era stata innalzata, erano rimasti solo pochi maestri professionisti. Loro e i loro apprendisti erano assoldati per fare le pietre runiche e solitamente, quando il lavoro era finito, segnavano la pietra con il nome dell'artefice.
Più di 100 maestri runici vissuti nell'epoca vichinga e molti di questi sono vissuti nell'XI secolo nell'est della Svealand. Molte pietre runiche anonime sono attribuite quasi sicuramente a questi maestri runici.

## Maestri runici importanti
- Åsmund Kåresson
- Balle il Rosso
- Fótr
- Öpir
- Visäte
- Ulf di Borresta
- Frögärd i Ösby